# Batak Simalungun jezik
Batak Simalungun jezik (ISO 639-3: bts; simelungan, timur), austronezijski jezik kojim govori 1 200 000 ljudi (2000) iz batačkog plemena Simalungun, sjeveroistočno od jezera Toba, na Sumatri, Indonezija.
Jezik simalungun čini posebnu podskupinu batačkih jezika, nazivanu Simalungan. Bilježi se batačkim pismom.

## Vanjske poveznice
- Ethnologue (14th)
- Ethnologue (15th)